# 3061 Cook
3061 Cook este un asteroid din centura principală, descoperit pe 21 octombrie 1982 de Edward Bowell.